# アルバロ・ホセ・ヒメネス・ゲレーロ
アルバロ・ホセ・ヒメネス・ゲレーロ（Álvaro José Jiménez Guerrero、1995年5月19日 - ）は、スペイン・アンダルシア州コルドバ出身のサッカー選手。CDテネリフェ所属。ポジションはFWまたはMF。

## クラブ経歴
アンダルシア州のコルドバに生まれ、2010年にコルドバCFのカンテラからレアル・マドリードのカンテラに移った。2014-15シーズンにBチームで公式戦28試合に出場して8ゴールを挙げるが、トップチーム昇格は叶わず、2016年8月4日にセグンダ・ディビシオンのヘタフェCFにレンタル移籍することが決まった。
2017年6月26日、ラ・リーガに昇格したヘタフェCFがヒメネスの買い取りオプションを行使し、4年契約を交わした。8月20日、アスレティック・ビルバオ戦でラ・リーガデビューを果たし、9月8日のCDレガネス戦で初ゴールを挙げた。しかし、レギュラーに定着することは出来ず、2018-19シーズンはスポルティング・ヒホンに、翌シーズンはアルバセテ・バロンピエにレンタル移籍をした。
2020年9月1日、昨シーズンにレンタルで在籍したアルバセテ・バロンピエに完全移籍で加入し、4年契約を結んだ。
2021年8月8日、アルバセテがセグンダ・ディビシオンBに降格したため、カディスCFに引き抜かれ、再び4年契約を締結した。